# Leupoldina
Leupoldina es un género de foraminífero planctónico de la familia Schackoinidae, de la superfamilia Planomalinoidea, del suborden Globigerinina y del orden Globigerinida. Su especie tipo es Leupoldina protuberans. Su rango cronoestratigráfico abarca desde el Barremiense medio (Cretácico inferior) hasta el Cenomaniense (Cretácico inferior).

## Descripción
Leupoldina incluía especies con conchas inicialmente trocoespiraladas y finalmente planiespiraladas, de forma digitada irregular; sus cámaras eran inicialmente globulares, después alargadas radialmente y comprimidas axialmente, más tarde tubuliespinadas, y finalmente claviformes con dos abultamientos bulbosos una a cada lado de la parte distal de la cámara (en ocasiones más de dos abultamientos bulbosos en cada cámara); sus suturas intercamerales eran ligeramente curvadas e incididas; su contorno era fuertemente lobulado y estrellado; su periferia era redondeada; su ombligo era amplio; su abertura principal era ecuatorial e interiomarginal, de arco bajo, y protegida por un pórtico; la porción interiomarginal de las aberturas de las cámaras precedentes podían permanecer como aberturas relictas en ambas áreas umbilicales, en ocasiones dejando las suturas cubiertas por pórticos relictos; la última cámara presentaba dos aberturas a ambos lados interiomarginales, bajo las prolongaciones bulbosas; presentaban pared calcítica hialina radial, finamente perforada con poros cilíndricos, con la superficie lisa o punteada, o ligeramente pustulada.

## Discusión
El género Leupoldina no ha tenido mucha difusión entre los especialistas. Algunos autores han considerado Leupoldina un sinónimo subjetivo posterior de Schackoina.

## Paleoecología
Leupoldina incluía especies con un modo de vida planctónico, de distribución latitudinal cosmopolita, preferentemente tropical-subtropical, y habitantes pelágicos de aguas preferentemente superficiales (medio nerítico externo y epipelágico), hasta intermedias y profundas (mesopelágico y batipelágico superior).

## Clasificación
Leupoldina incluye a las siguientes especies:
- Leupoldina cabri †
- Leupoldina protuberans †

Otras especies consideradas en Leupoldina son:
- Leupoldina pentagonalis †
- Leupoldina pustulans †
  - Leupoldina pustulans hexacamerata †